# Anolis centralis
Anolis centralis (центральний блідий аноліс) — вид ігуаноподібних ящірок родини анолісових (Dactyloidae). Ендемік Куби.

## Поширення і екологія
Центральні бліді аноліси мешкають на сході центральної Куби. Вони живуть в сухих чагарникових заростях, трапляються в садах.